# 6955 Ekaterina
6955 Ekaterina è un asteroide della fascia principale. Scoperto nel 1987, presenta un'orbita caratterizzata da un semiasse maggiore pari a 3,1082076 UA e da un'eccentricità di 0,1732816, inclinata di 0,95669° rispetto all'eclittica.